# محدثه مشتاقی
محدثه مشتاقی (زادهٔ ۳۱ فروردین ۱۳۷۸ در خمینی شهر) بازیکن تیم ملی والیبال زنان ایران است. او همچنین در تیم والیبال ذوب‌آهن اصفهان بازی می‌کند.
«محدثه مشتاقی» از سال ۱۳۹۴ به تیم ملی والیبال جوانان دختر ایران دعوت شد. او لیبرو تیم ملی والیبال زنان ایران است و در سال ۱۴۰۱ به همراه تیم ملی ایران، به عنوان نایب قهرمانی مسابقات همبستگی کشورهای اسلامی دست یافت و موفق به کسب نخستین مدال تاریخ والیبال زنان ایران شد.
و همچنین او در سال ۱۴۰۱ عنوان بهترین لیبرو لیگ را دریافت کرد

## افتخارات
- مدال نقره مسابقات کشورهای اسلامی ۲۰۲۱ (قونیه ۲۰۲۱)
- بهترین لیبرو لیگ ۱۴۰۱